# 류큐관코박쥐
류큐관코박쥐(Murina ryukyuana)는 애기박쥐과에 속하는 박쥐의 일종이다. 류큐 열도 토착종으로 일본에서만 발견된다.

## 특징
꼬리 길이 37~45mm를 제외한 몸길이가 47~52mm인 작은 박쥐로 전완장은 35.5~37mm, 발 길이는 10.5~11mm이다. 귀 길이는 18~19mm이다.

## 생태
나무 구멍 속에 은신을 하며 먹이는 곤충이다.

## 분포 및 서식지
류큐 열도의 오키나와섬과 도쿠노섬, 아마미오섬에서만 알려져 있으며 성숙림에서 서식한다.